# 1735 ITA
1735 ITA è un asteroide della fascia principale del diametro medio di circa 62,34 km. Scoperto nel 1948, presenta un'orbita caratterizzata da un semiasse maggiore pari a 3,1398848 UA e da un'eccentricità di 0,1284896, inclinata di 15,59051° rispetto all'eclittica.
L'asteroide è stato dedicato all'Istituto di Astronomia Teorica, parte dell'Accademia delle scienze dell'URSS, nell'occasione del sessantesimo anniversario dalla fondazione.